# Hệ thống phát hiện xâm nhập
Hệ thống phát hiện xâm nhập (tiếng Anh: intrusion detection system (IDS)) là một thiết bị hoặc ứng dụng phần mềm giám sát mạng hoặc hệ thống máy tính về những hoạt động ác ý hoặc các vi phạm chính sách. Bất kỳ hoạt động hoặc vi phạm nào được phát hiện thường báo cáo cho quản trị viên hoặc thu thập tập trung bằng hệ thống thông tin bảo mật và quản lý sự kiện (SIEM). Một hệ thống SIEM kết hợp các kết quả đầu ra từ nhiều nguồn và sử dụng các kỹ thuật lọc báo động để phân biệt hoạt động ác ý từ các báo động sai lầm.
Có nhiều loại IDS, từ phần mềm chống virus đến các hệ thống phân cấp theo dõi lưu lượng truy cập của toàn bộ mạng. Các phân loại phổ biến nhất là hệ thống phát hiện xâm nhập mạng (NIDS) và hệ thống phát hiện xâm nhập dựa vào máy tính cá nhân (HIDS). Một hệ thống giám sát các tập tin hệ điều hành quan trọng là một ví dụ của HIDS, trong khi một hệ thống phân tích lưu lượng mạng đến là một ví dụ của một NIDS. Cũng có thể phân loại IDS theo cách tiếp cận phát hiện: các biến thể nổi tiếng nhất là phát hiện dựa trên dấu hiệu (nhận dạng xấu, chẳng hạn như phần mềm độc hại) và phát hiện dựa trên sự bất thường (phát hiện độ lệch từ mô hình "lưu lượng truy cập" tốt) thường dựa vào học máy). Một số IDS có khả năng đáp ứng với các sự xâm nhập được phát hiện. Các hệ thống có khả năng phản hồi thường được gọi là hệ thống ngăn ngừa xâm nhập (intrusion prevention system).